# Josef Krňávek
Josef Krňávek (* 28. září 1923, Olomouc) je bývalý československý fotbalový rozhodčí.
V československé lize působil v letech 1961-1973. Řídil celkem 97 ligových utkání. Jako mezinárodní rozhodčí v letech 1964-1972 řídil 3 mezistátní utkání včetně čtvrtfinále Mistrovství Evropy ve fotbale 1968. V evropských pohárech řídil v Poháru mistrů evropských zemi 7 utkání, v Poháru vítězů pohárů 5 utkání a v Poháru UEFA 2 utkání.